# Петров, Борис Иванович
Борис Иванович Петров (20 октября 1919, Москва — 21 июня 2002, Москва) — советский игрок в хоккей с мячом и футболист.

## Карьера
В хоккее с мячом в 1940—1952 годах выступал в составе «Динамо». Два сезона (1952-54) играл в свердловском ОДО. Последний сезон (1954/55) выступал в составе московского «Буревестника». Трёхкратный (1951, 1952, 1953) чемпион СССР, вице-чемпион (1950).
Как и многие игровики того периода играл в футбол. В 1949 году выступал за рижскую «Даугаву» в высшей лиге, сыграл 6 матчей. В первой лиге в 1948 году играл за ташкентское «Динамо», а в 1950 году — за алматинское «Динамо». В 1951 году играл в КФК за орловское «Динамо».
В качестве тренера в хоккее с мячом работал с «Буревестником» (1954/55). В сезоне 1961/62 работал с красногорским «Трудом». В сезоне 1978/79 тренировал новокуйбышевский «Нефтяник».
Возглавлял футбольную команду «Химик» Дзержинск (1957-58). В 1962 году входил в тренерский штаб калининской «Волги» (1962).